# 阳平镇 (宝鸡市)
阳平镇，是中华人民共和国陕西省宝鸡市陈仓区下辖的一个乡镇级行政单位。

## 行政区划
阳平镇下辖以下地区：
阳平街道社区、窑底村、新秦村、联合村、宁王村、晁阳村、龙家湾村、五星村、居村、三联村、东港村、西港村、报李村、同心村、宝丰村、东风村、野寺村、大帐寺村、西枸村、东枸村、第六寨村和姜马村。